# 완전한 사육 2007
《완전한 사육 2007》(Love education, 중국어: 禁室培慾愛的俘虜)은 홍콩에서 제작된 오문증 감독의 2007년 스릴러, 공포 영화이다. 사카가미 카오리 등이 주연으로 출연하였다.

## 출연
- 사카가미 카오리
- 하화초